# 丘北高原鰍
丘北高原鰍（學名：Triplophysa qiubeiensis）為輻鰭魚綱鯉形目條鰍科高原鰍屬的其中一種。分布於亞洲中國雲南省丘北縣脚腻乡的溶洞洞穴，本魚體延長且側扁，眼睛退化僅剩1黑斑，口下位，具觸鬚3對，體無鱗片，側線完整，體呈白色，魚鰭透明，尾鰭截形，體長可達9.2公分，棲息在河川底層水域，生活習性不明。

## 扩展阅读
維基物種上的相關：丘北高原鰍